# Bahriye
Bahriye ist ein türkischer weiblicher Vorname arabischer Herkunft. Die männliche Form des Namens ist Bahri.

## Namensträgerinnen
- Bahriye Tokmak (Kibariye; * 1960), türkische Popsängerin
- Bahriye Üçok (1919–1990), türkische Hochschullehrerin, Politikerin und Autorin